# Carlo Todros
Carlo Todros (Pantelleria, 23 marzo 1923 – Brescia, 11 luglio 2002) è stato un antifascista e superstite dell'Olocausto italiano.

## Biografia
Piemontese (il padre apparteneva ad un'importante famiglia ebraica di Torino), nacque però a Pantelleria poiché la madre era siciliana e, secondo l'uso dell'epoca, aveva voluto portare a termine la gravidanza a casa dei genitori.
Sfollato a Porto Maurizio a causa dei bombardamenti, fu arrestato dai tedeschi su delazione insieme al fratello Alberto, a fine settembre 1943 per la sua origine ebraica. Dapprima fu detenuto ad Imperia, poi fu trasferito a Savona e successivamente a Marassi, dove condivise la cella con Alberto e altre cinque persone: Raimondo Ricci, Enrico e Nicola Serra, Nino Esposito e un altro prigioniero non identificato.
Dopo circa un mese di permanenza nel carcere genovese fu trasferito al Campo di Fossoli, vicino Carpi.
Il 10 maggio del 1944 fu deportato in treno a Mauthausen. Qui perse la propria identità per diventare il "numero 76604". Fu internato nel sottocampo di "Gusen 1" (dove era forte la presenza italiana) fino alla liberazione, avvenuta il 5 maggio 1945 ad opera dell'Esercito statunitense. 
Anche suo fratello sopravvisse alla prigionia, e dopo la guerra fu Deputato al Parlamento italiano nelle file del PCI.
Negli ultimi anni della sua vita Carlo Todros visitò spesso le scuole per narrare la propria esperienza, a monito per le future generazioni.
Fu presidente della sezione ANED di Brescia, dove morì nel 2003.